# Idziemy
Idziemy – polski tygodnik ukazujący się od września 2005 roku. Jego wydawcą jest Wydawnictwo Diecezji Warszawsko-Praskiej. Nazwa pisma nawiązuje do tytułu książki papieża Jana Pawła II Wstańcie, chodźmy! W założeniu jest tygodnikiem opinii redagowanym przez osoby, którym „bliski jest świat wartości głoszonych przez Jana Pawła II”.
Redakcja tygodnika ustanowiła też honorowe wyróżnienie „Wstańcie, chodźmy!”. Laureatami tej nagrody zostali: Dorota Gawryluk (2015), Krzysztof Ziemiec (2015) i Dariusz Karłowicz (2020). Autorem statuetki jest artysta rzeźbiarz Dariusz Kowalski.